# I patriarchi
I patriarchi, noto anche come La storia sacra - I patriarchi o I giudici della Bibbia, è un film del 1964 diretto da Marcello Baldi.
La pellicola, incentrata sulle storie dei patriarchi della Bibbia, è girata in gran parte in Sardegna ed è divisa in due parti. La prima parte è suddivisa in tre episodi: la creazione, Caino e Abele, il diluvio universale. La seconda è suddivisa in altri tre episodi: Abramo, la distruzione di Sodoma e Gomorra, il sacrificio di Isacco.
Il regista Marcello Baldi ha poi proseguito il racconto biblico in tre successivi film: Giacobbe, l'uomo che lottò con Dio (1963), I grandi condottieri (1965) e Saul e David (1965).